# Samina (rijeka)
Samina (također: Saminabach ) je je bjelovodna rijeka u Lihtenštajnu i Austriji. Pritoka je rijeke Ill.
Samina izvire u Lihtenštajnu. Tijekom vremena formirala je Saminatal (Dolina Samine), najzapadniju dolinu Rätikona i bočna dolina Walgau. Saminatal čini do jedne trećine teritorija Lihtenštajna. Duljine je otprilike 17 km, od čega 12 km u Lihtenštajnu (to uključuje izvorne rječice, 2. najduža rijeka kneževine), i 5 km u Austriji.